# We'll Be Back
"We'll Be Back" è un brano del gruppo thrash metal statunitense Megadeth. La canzone è stata pubblicata come primo singolo dal loro sedicesimo album in studio, The Sick, the Dying... and the Dead! il 23 giugno 2022. Il 15 novembre 2022, “We’ll Be Back” è stata annunciata come candidata a migliore interpretazione metal per la 65ª edizione dei Grammy Awards, nella quale tuttavia perderà contro Degradation Rules di Ozzy Osbourne feat. Tony Iommi.

## Composizione
Il testo di "We'll Be Back" racconta del coraggio di un soldato, del suo sacrificio personale e della sua volontà di sopravvivere.

## Esibizioni dal vivo
È stato il primo brano dell'album "The Sick, the dying... and the Dead!" ad essere riprodotto dal vivo.

## Video musicale
Il video musicale realizzato per la canzone racconta le origini della mascotte della band, Vic Rattlehead. Il videoclip, primo di 3 video musicali che hanno preceduto l’uscita dell’album, raffigura degli scontri a fuoco ravvicinati tra militari.

## Formazione
- Dave Mustaine – voce solista, chitarra solista e ritmica
- Kiko Loureiro – chitarra solista, cori
- Dirk Verbeuren – batteria

### Altri musicisti
- Steve Di Giorgio – basso
- Eric Darken – percussioni sui brani
- Roger Lima – tastiere ed effetti

### Produzione
- Dave Mustaine – coproduzione, ingegneria del suono, concetto artistico
- Chris Rakestraw – coproduzione, ingegneria del suono
- Lowell Reynolds – assistente tecnico
- Maddie Harmon – assistente tecnico
- Rick West – tecnico della batteria
- Josh Wilbur – missaggio
- Ted Jensen – mastering